# Щукоподібні
Щукоподібні (Esociformes) — ряд променеперих риб. Містить дві родини:
- Щукові (Esocidae) — монотипова родина, містить один рід Щука (Esox)
- Умброві (Umbridae)
  - Dallia
  - Novumbra
  - Умбра